# Бревенник
Бревенник — крупный остров в дельте Северной Двины. Бревенник отделён от находящегося к северу острова Линский Прилук протокой Кривяк. Административно относится к Маймаксанскому округу Архангельска.
Образование острова, как и соседних с ним  Повракульского и Линского Прилука, связано в основном с регрессией Белого моря.
В 1704 году на острове находился гарнизон из двух полков, который из-за весеннего половодья, затоплявшего остров, был переброшен в Архангельск. В начале XIX века был покрыт частым берёзовым и еловым кустарником.
В середине — конце XX века — центр лесопиления. Лесной порт и ещё несколько лесозаводов (Лесобиржа 19) привлекали молодежь из области. В середине 1990-х годов лесообработка полностью прекратилась, в связи с чем снизилась численность населения. Несмотря ни на что посёлки Бревенника все ещё существуют. Местное население приспособилось ездить на работу в город Архангельск.
Остров входит в городскую черту Архангельска, с основной частью города связан паромным сообщением через северодвинскую протоку Маймакса.

## Галерея
- Жители острова Бревенник переправляются в Соломбалу
- Спортзал школы № 54 на острове
- Перекрёсток улицы Механизаторов и Производственной улицы
- Заброшенные корпуса детских яселек на улице Луганская